# Pantasma
Koordinaten: 13° 22′ 0″ N, 85° 57′ 0″ W
Pantasma ist eine Region im Norden Nicaraguas im Departamento Jinotega. Pantasma heißt in der Miskito-Sprache „kleiner Mensch“ oder „flacher Kopf“. Das galicische Wort Pantasma (spanisch Fantasma) stammt vom griechischen φάντασμα (phantasma) ab und bedeutet „Gespenst“ oder „Trugbild“.

## Valle de Pantasma
Das „Valle de Pantasma“ befindet sich in dieser Region und ist ein kreisrunder, über 14 km großer Talkessel mit den Koordinaten 13° 22′ N, 85° 57′ W. Es wird vom „Río Pantasma“, einem Nebenfluss des Río Coco (auch „Rio Segovia“ genannt) durchflossen. In seinem Zentrum liegt die Siedlung „Las Praderas“, Hauptort der zur Provinz Jinotega gehörenden 40.000-Einwohner-Gemeinde Santa Maria de Pantasma. In dem armen, aber fruchtbaren und landwirtschaftlich intensiv genutzten Tal werden Mais, Früchte, Kaffee und Bohnen angebaut und Vieh gezüchtet.

### Vermutlicher Einschlagkrater - 2019 wissenschaftlich belegt und 2021 bestätigt
Es gibt neuerlich wissenschaftliche Belege dafür, dass der „Krater von Pantasma“ entstand, als ein über 500 m großer Meteorit vor etwa 800.000 Jahren in die tertiären Effusivdecken des vulkanischen Berglandes im Nordwesten Nicaraguas einschlug. Die kreisrunde Schüsselform des Kraters und seine willkürlich erscheinende Lage sprechen für einen Meteoriteneinschlag. Seine auffallend "frische" Erscheinung spricht für ein im Verhältnis zur Umgebung junges Alter. Eine Zentralerhebung fehlt oder kann bereits mit Sedimenten bedeckt sein. Ein Auswurf-Ring kann vorhanden sein, ist aber in der gebirgigen Umgebung nicht klar zu erkennen. Die Größe und Form des Kraters erinnern stark an den 10 km großen und etwa eine Million Jahre alten Bosumtwi-Krater in Ghana. Seine Einbettung in die Landschaft ähnelt verblüffend der des Einschlagkraters von Goat Paddock in Australien (5 km Durchmesser, bis zu 50 Millionen Jahre alt). Die vulkanische Geschichte der ganzen Region und die Nachbarschaft zu aktiven vulkanischen Zonen legt zwar einen vulkanischen Ursprung nahe (siehe: Explosive Caldera, Krakatau, Tambora, Laacher See) kann ihn aber nicht belegen. Eine gezielte Suche nach typischen Impakt-Gesteinen (siehe: Strahlenkegel, Suevite, Tektite), bis 2019 erbrachte jedoch viele Funde, die seine Entstehung als Meteoriteneinschlag belegen:
Im Juli 2009 hatte eine Expedition der „Vereinigung nicaraguanischer Astronomen und Astrophysiker“ (ASTRONIC) zum Pantasma-Tal die Impakt-These bestätigt.
Im Jahr 2010 hat der Geologe Jean H. Cornec (Denver) 500 km nordwestlich in Belize ca. 800.000 Jahre alte Tektite gefunden. Auch die bekannten Tikal-Tektite in Guatemala haben ein ähnliches Alter.
In einer wissenschaftlichen Veröffentlichung  im Februar 2019 berichtet Prof. Pierre Rochette, Direktor des Geologischen Instituts CEREGE der Uni Marseille-Aix-en-Provence, im Jahr 2016 im Pantasma-Krater extraterrestrische Mineralien gefunden zu haben, deren chemische und Isotopen-Analyse auf einen Impakt vor ca. 800.000 Jahren  hinweist und einen starken Beweis für seinen meteoritischen Ursprung darstellt. Auch geomorphologische Untersuchungen erhärten die These eines pleistozänen Impakts in oligozäne vulkanische Schichten. Die Funde haben ähnliche Eigenschaften wie die Tektite in Belize (und Guatemala), was nahelegt, dass diese zum Streufeld des gleichaltrigen Pantasma-Kraters gehören. Damit wäre dieser erst der vierte Impakt-Krater, zu dem ein zugehöriges Streufeld bekannt ist – nach dem Nördlinger Ries, dem Bosumtwi-Krater und dem erst später entdeckten Zhamanshin-Krater (Kasachstan)!
2021 wurde die "Pantasma-Struktur" in die kanadische "Impact Crater Database" () der bestätigten Meteoriten-Einschlagskrater aufgenommen. Im März 2023 wurde der Pantasma Krater offiziell als erster mittelamerikanischer und 13. lateinamerikanischer Meteoritenkrater in die für die Anerkennung maßgebliche "Earth Impact Database" aufgenommen ().

## Massaker von Pantasma
Internationale Bekanntheit erlangte der Ort durch das „Massaker von Pantasma“, bei dem am 18. Oktober 1983 die von den USA unter Präsident Ronald Reagan gegen die sandinistische Regierung finanzierten und bewaffneten CONTRA-Terroristen bei einem Überfall auf die landwirtschaftlichen Kooperativen des Tales 47 Männer, Frauen und Kinder ermordeten. Dies war einer der Anlässe für die bundesdeutsche Solidaritätsbewegung mit Nicaragua, unter der Parole "Wir bauen wieder auf, was die Contra zerstört" Baubrigaden nach Pantasma zu schicken, die zwei Siedlungen, eine Schule und einen Gesundheitsposten errichteten. Am 19. Oktober 1986 zerriss eine Panzermine auf der Hauptstraße von Pantasma nach der Provinzhauptstadt Jinotega einen Lastwagen und hinterließ 11 getötete und 33 verstümmelte Zivilisten. Am 23. März 1987 starteten Mitglieder des US-amerikanischen „First Veterans Peace Action Team“ einen einwöchigen „Peace Walk“ auf dieser Straße durch das Tal von Pantasma, um auf den in diesem Teil des Landes besonders grausamen Contra-Terror aufmerksam zu machen.